# HD 240237
HD 240237 es una gigante roja a aproximadamente 5000 años luz de distancia en la constelación de Casiopea. La estrella tiene un planeta extrasolar que orbita un poco dentro de la zona habitable de la estrella con una temperatura de aproximadamente 510 °C, comparable a Venus, planeta de nuestro propio sistema solar. Fue detectado en 2010 por el método de la velocidad radial.